# 碳氮氧循環

碳氮氧-I循環的一種概觀。

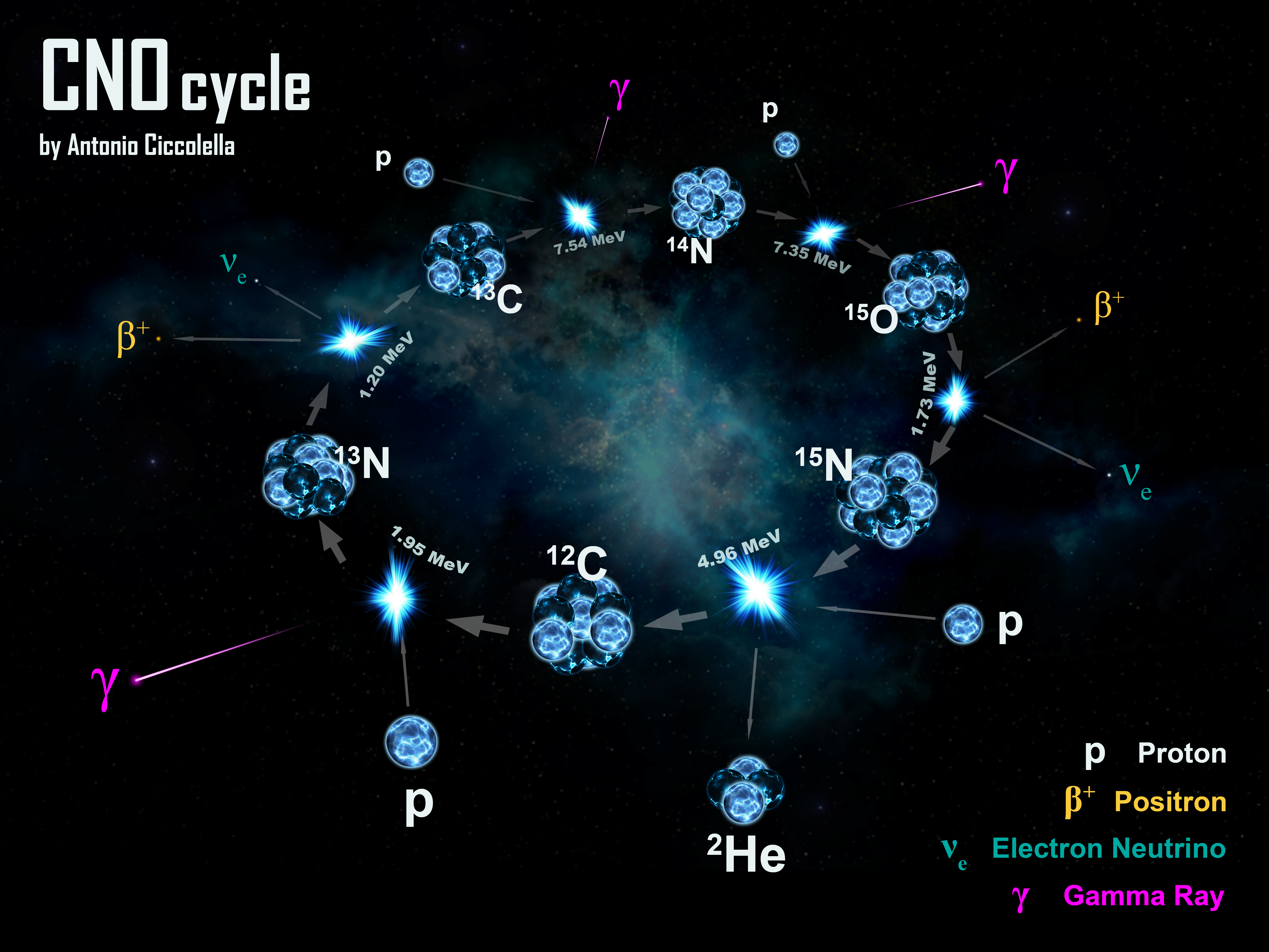
碳氮氧-I循環

以對數呈現不同溫度（T）下質子-質子（PP）、碳氮氧 （CNO）和3氦融合過程的相對能量輸出（ε）。虛線顯示了恒星內PP和CNO過程聯合的能量生成。在太陽核心的溫度下，PP過程會更有效率。

碳氮氧循環（CNO cycle），有時也稱為貝斯-魏茨澤克循環（Bethe-Weizsäcker cycle），是恆星將氫轉換成氦的兩種過程之一，另一種過程是質子-質子鏈反應。
在質量像太陽或更小些的恆星中，質子-質子鏈反應是產生能量的主要過程，太陽只有1.7%的4氦核是經由碳氮氧循環的過程產生的，但是理論上的模型顯示更重的恆星是以碳氮氧循環為產生能量的主要來源。碳氮氧循環的過程是由卡尔·冯·魏茨泽克和漢斯·貝特 在1938年和1939年各別獨立提出的。
碳氮氧循環的主要反應如下：

| 12C + 1H | → | 13N + γ       | +1.95 MeV |
| 13N      | → | 13C + e+ + νe | +2.22 MeV |
| 13C + 1H | → | 14N + γ       | +7.54 MeV |
| 14N + 1H | → | 15O + γ       | +7.35 MeV |
| 15O      | → | 15N + e+ + νe | +2.75 MeV |
| 15N + 1H | → | 12C + 4He     | +4.96 MeV |

這個循環的淨效應是4個質子成為一個α粒子、2個正電子（和電子湮滅，以γ射線的形式釋放出能量）和2個攜帶著部分能量逃逸出恆星的中微子。碳、氮、和氧核在循環中擔任催化劑並且再生。
有一個較小分支的反應，在太陽核心中發生的只佔了0.04%的量，最後的產物不是12碳和4氦，而是16氧和一個光子，取代進行的過程如下：

| 15N + 1H | → | 16O + γ      | +12.13 MeV |
| 16O + 1H | → | 17F + γ      | +0.60 MeV  |
| 17F      | → | 17O +e+ + νe | +2.76 MeV  |
| 17O + 1H | → | 14N + 4He    | +1.19 MeV  |

同樣的，碳、氮、和氧在主要的分支，而在較小分支上的氟也僅僅是穩定狀態的催化劑，不會在恆星內累積。
碳氮氧循環的主要分支稱為碳氮氧-I，小的分支稱為碳氮氧-II，在更重的恆星內還有碳氮氧-III和碳氮氧-IV兩個次要的主分支，它們開始於碳氮氧-II反應的最後階段，結果是以18氧和γ射線取代原本的14氮和氦核：

| 17O + 1H | → | 18F              |
| 18F      | → | 18O +e+ + νe + γ |

和
氧氟循環：

| 17O + 1H | → | 18F + γ       | +5.61 MeV   |
| 18F      | → | 18O + e+ + νe | +1.656 MeV  |
| 18O + 1H | → | 19F + γ       | +7.994 MeV  |
| 19F + 1H | → | 16O + 4He     | + 8.114 MeV |
| 16O + 1H | → | 17F + γ       | + 0.60 MeV  |
| 17F      | → | 17O + e+ + νe | + 2.76 MeV  |

此處，所有參與反應的"催化劑"（碳、氮、氧的核）數量都是守恆的，而在恆星演化中核的相對比例是會改變的。無論最初的結構是如何，當這個循環在平衡狀態下，12碳/13碳核的比例是3.5，而14氮成為數量最多的核。在恆星的演化中，對流會將碳氮氧循環的產物從恆星的內部帶到表面並混合，改變觀測到的恆星成分。在紅巨星，相較於主序星，能觀測到較低比例的12碳/13碳和12碳/14氮，這些都可以證明核融合在恆星內部進行能量的世代交替。

## 外部連結
- H. A. Bethe: Energy Production in Stars, 1938 （页面存档备份，存于）
- I. Iben: Stellar Evolution Within and off the Main Sequence, 1967 （页面存档备份，存于）